# Esther Polak

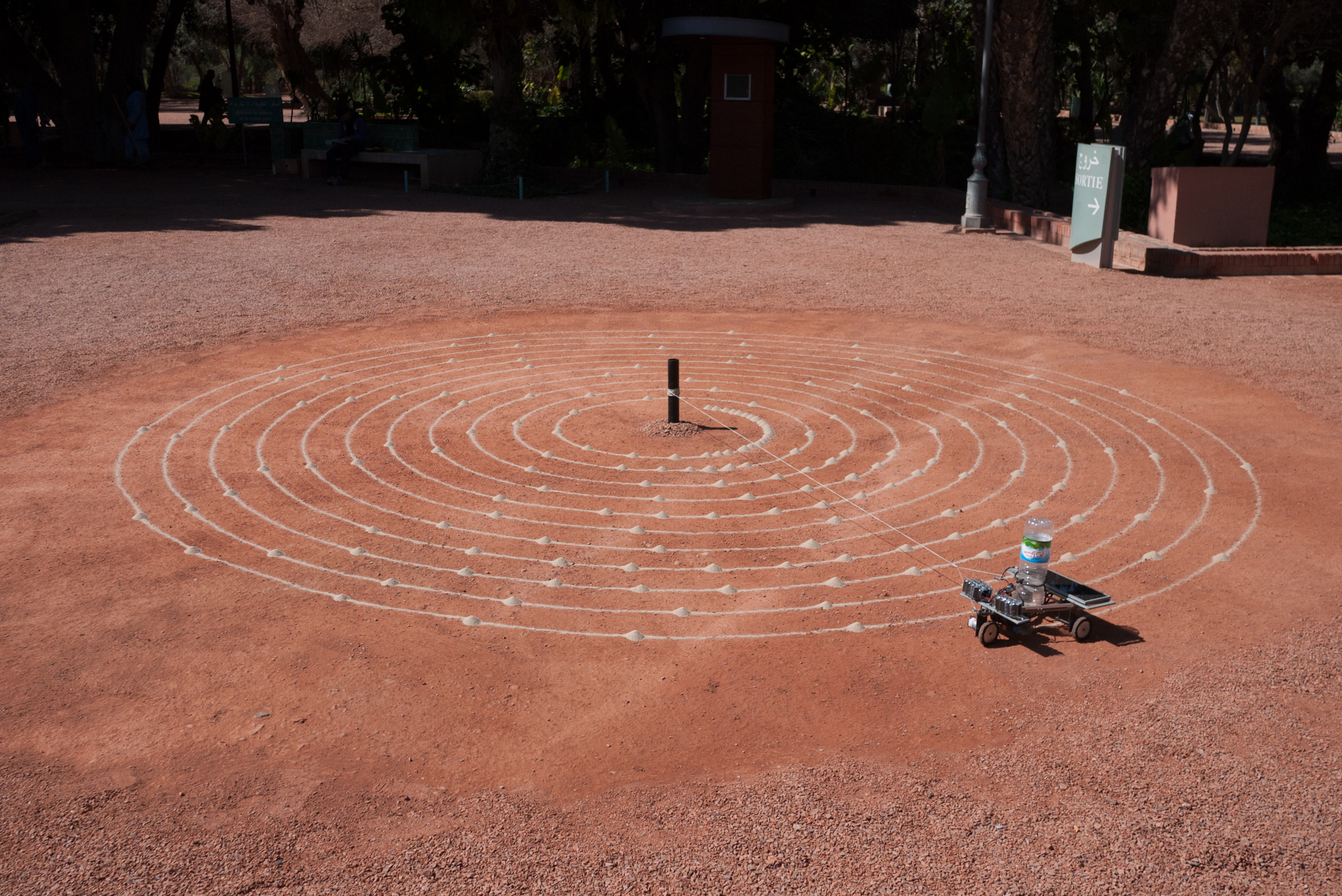
Spiral Sunrise - Esther Polak & Ivar van Bekkum

Esther Polak (1962) is een Nederlandse beeldend kunstenaar. Zij is actief op het gebied van nieuwe media en heeft als een van de eerste kunstenaars geëxperimenteerd met gps. Sinds 2010 werkt Polak fulltime samen met Ivar van Bekkum als kunstenaarsduo PolakVanBekkum. Ze woont en werkt in Amsterdam.

## Leven en werk
Esther Polak studeerde schilderkunst aan de Koninklijke Academie van Beeldende Kunsten in Den Haag (1981-1986) en vervolgens gemengde media aan de Rijksakademie van Beeldende Kunsten te Amsterdam (1986-1989).
Haar interesse ligt in het vastleggen van beweging in een landschap. Polak ontleende bekendheid met haar ‘locatieve media’ projecten, zoals Amsterdam RealTime (samenwerking met Waag Society en Jeroen Kee), MILKproject (samenwerking met researcher Ieva Auzina en RIXC) en NomadicMILK. Deze projecten maken gebruik van gps om tot een hedendaagse landschapsverbeelding te komen.
Naast het gebruik van gps speelt Google Earth als artistiek medium een belangrijke rol in haar videowerk. In tegenstelling tot andere 3D-werelden geeft Google Earth een 1-op-1 relatie weer van de wereld zoals we die kennen en draagt deze weergave ook een politieke, sociale en economische realiteit. Videowerken waarin Google Earth wordt gebruikt zijn onder andere A Collision of Sorts (2017), Gaan Om Te Zijn/Go Move Be (2018) en De Rit/The Ride (2019).

## Werken
- 2019 De Rit/The Ride (installatie/film)[6]
- 2019 Pendule (Performance)[7]
- 2018 Gaan Om Te Zijn/Go Move Be (film)[8]
- 2017 A Collision of Sorts (korte film)[9]
- 2016 The Mailman’s Bag (installatie/film)[10]
- 2008-heden Spiral Drawing Sunrise (performance)[11]
- 2007-2009 NomadicMILK[12]
- 2004-2005 MILKproject[3]
- 2002 Amsterdam RealTime[13]

## Prijzen en nominaties
- 2017 Nominatie Gouden Kalf voor A Collision of Sorts[9]
- 2016 Special Mention 2Annas FF[14]
- 2016 Expanded Media Preis Network Culture
- 2015 Nominatie Akademieprijs voor Astronomie en Kunst[15]
- 2005 Golden Nica Interactive Art, Prix Ars Electronica, Linz, Oostenrijk[16]
- 2004 Gada Balva kunstprijs, Riga, Letland